# Mercy Wanjiku Njoroge
Mercy Wanjiku Njoroge (Kenia, 10 de junio de 1986) es una atleta keniana, especialista en la prueba de 3000 m obstáculos, con la que llegó a ser medallista de bronce mundial en 2011.

## Carrera deportiva
En el Mundial de Daegu 2011 gana la medalla de bronce en los 3000 metros obstáculos, con un tiempo de 9:17.88, tras la tunecina Habiba Ghribi y de su compatriota la también keniana Milcah Chemos Cheywa que ganó la plata.